# Bắc Triều Tiên tham chiến tại Nga

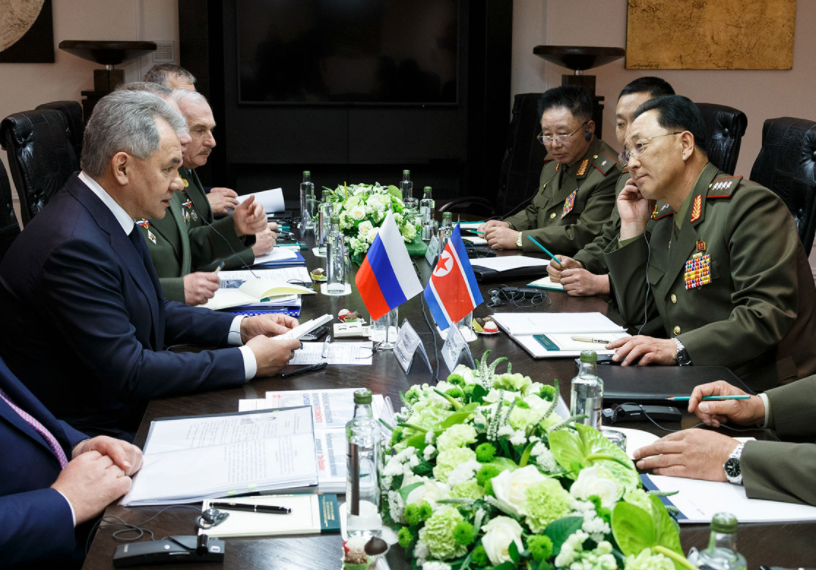
Ông Shoygu hội đàm với tướng No Kwang-chol

Bắc Triều Tiên tham chiến tại Nga (North Korean involvement in the Russian invasion of Ukraine) là một diễn biến trong cuộc xung đột giữa Nga và Ukraina khi Bắc Triều Tiên đã cử quân nhân đến Nga là những toán lính tiên phong đã chiến đấu chống lại Ukraina cho Nga trong quân phục Nga và dưới sự chỉ huy của Nga. Vào mùa thu năm 2024, Bắc Triều Tiên đã Ban đầu, các báo cáo về việc Triều Tiên gửi quân đến Nga chỉ là tin đồn và bị phía Nga phủ nhận, nhưng đến cuối năm 2024 và đầu năm 2025, cả Nga và Triều Tiên đã chính thức xác nhận sự hiện diện của quân đội Triều Tiên trên chiến trường, đặc biệt là ở khu vực Kursk của Nga giúp Nga đẩy lùi cuộc tấn công vào vùng Kursk. HUR tuyên bố rằng những người lính Bắc Triều Tiên đầu tiên đã đến Kursk Oblast của Nga vào ngày 25 tháng 10 năm 2024, trước đó, họ đã được huấn luyện tại một số địa điểm ở miền đông nước Nga. Hoạt động phối hợp và huấn luyện kéo dài trong nhiều tuần được cho là do Thứ trưởng Quốc phòng Nga Yunus-bek Yevkurov chỉ đạo. Nga đang cung cấp đạn dược, quần áo mùa đông và các sản phẩm vệ sinh cho những người lính này. Người ta đưa tin rằng những người lính này là một phần của một đơn vị tinh nhuệ thuộc lực lượng đặc công Triều Tiên. Họ được vận chuyển từ Vladivostok đến một sân bay quân sự ở miền tây nước Nga bằng máy bay vận tải Ilyushin Il-76 và sau đó bay đến vùng chiến sự. Vào tháng 10 năm 2024, theo cơ quan tình báo của Hàn Quốc thì Bắc Triều Tiên đã cử 1.500 quân nhân thuộc lực lượng Đặc công Triều Tiên đến Nga để chuẩn bị cho trận chiến ở Ukraina. Có những đánh giá rằng lính Triều Tiên trên chiến trường tỏ ra non nớt, thiếu kinh nghiệm chiến đấu và chịu thương vong nặng nề trước các cuộc tấn công bằng máy bay không người lái. Nghị sĩ Hàn Quốc Lee Seong Kweun đã cho biết thương vong của binh lính Triều Tiên ước tính vào khoảng 4.700 người, trong đó có khoảng 600 lính thiệt mạng.

## Bối cảnh
Triều Tiên được cho là tham gia vào Chiến tranh Nga-Ukraina kể từ năm 2022, khi họ ủng hộ Nga bằng cách công nhận Cộng hòa Nhân dân Donetsk tự xưng và Cộng hòa Nhân dân Lugansk. Ngay từ ban đầu thì Bắc Triều Tiên đã thể hiện sự ủng hộ ngoại giao cho Nga ngay từ đầu cuộc xung đột, họ đã chính thức công nhận Crimea là một phần của Nga từ năm 2017 và ủng hộ Nga mạnh mẽ trên trường quốc tế. Vào tháng 7 năm 2022, Triều Tiên công nhận độc lập của Cộng hòa Nhân dân Donetsk và Luhansk tự xưng, dẫn đến việc Ukraina cắt đứt quan hệ ngoại giao với Triều Tiên. Ukraina kịch liên lên án việc Triều Tiên công nhận các vùng lãnh thổ ly khai là hành vi vi phạm nghiêm trọng luật pháp quốc tế và làm suy yếu toàn vẹn lãnh thổ của đất nước. Trong một tuyên bố chính thức, Bộ Ngoại giao Ukraina cho biết quyết định của Triều Tiên không có liên quan về mặt pháp lý. Mối quan hệ giữa Ukraina và Bắc Triều Tiên gần như không tồn tại ngay cả trước những sự kiện này. Các lệnh trừng phạt quốc tế đối với Bắc Triều Tiên đã ngăn cản mọi hình thức hợp tác. Do đó, sự gián đoạn ngoại giao chính thức vào năm 2022 mang tính biểu tượng hơn là thực chất. 
Bắt đầu từ sự kiện Hội nghị thượng đỉnh Triều Tiên-Nga năm 2023 là cuộc họp thượng đỉnh giữa Triều Tiên và Nga, nơi Tổng thư ký Triều Tiên Kim Jong Un đã gặp Tổng thống Nga Vladimir Putin vào ngày 13 tháng 9 năm 2023. Cuộc họp được tổ chức tại Sân bay vũ trụ Vostochny ở Viễn Đông Nga là một phần trong chuyến thăm của Kim Jong Un từ ngày 12 đến ngày 17 tháng 9 năm 2023. Trong cuộc gặp, Kim một lần nữa bày tỏ sự ủng hộ của mình đối với "cuộc chiến tôn nghiêm" của Nga chống lại phương Tây, bày tỏ sự "ủng hộ tất cả các biện pháp mà chính phủ Nga thực hiện, và [ông] nhân cơ hội này một lần nữa khẳng định rằng [ông] sẽ luôn ở bên Nga". Sau đó, Nga và Bắc Triều Tiên đã ký kết Hiệp ước Đối tác Chiến lược Toàn diện Nga-Triều (North Korean–Russian Treaty on Comprehensive Strategic Partnership) được ký kết vào ngày 19 tháng 6 năm 2024 tại Bình Nhưỡng, trong chuyến thăm cấp nhà nước của Tổng thống Nga Vladimir Putin tới Bắc Triều Tiên. Trong đó có nội dung về hợp tác quốc phòng và an ninh là một trong những điểm quan trọng nhất của hiệp ước. Theo đó, Điều 4 của Hiệp ước này quy định rằng, nếu một trong hai quốc gia bị tấn công vũ trang khiến họ ở trong tình trạng chiến tranh, bên kia sẽ "cung cấp viện trợ quân sự và các hỗ trợ khác bằng tất cả các phương tiện mà mình có mà không chậm trễ" theo Điều 51 của Hiến chương Liên Hợp Quốc và luật pháp của Triều Tiên và Nga, Điều này được coi là một điều khoản phòng thủ chung.

## Tham chiến

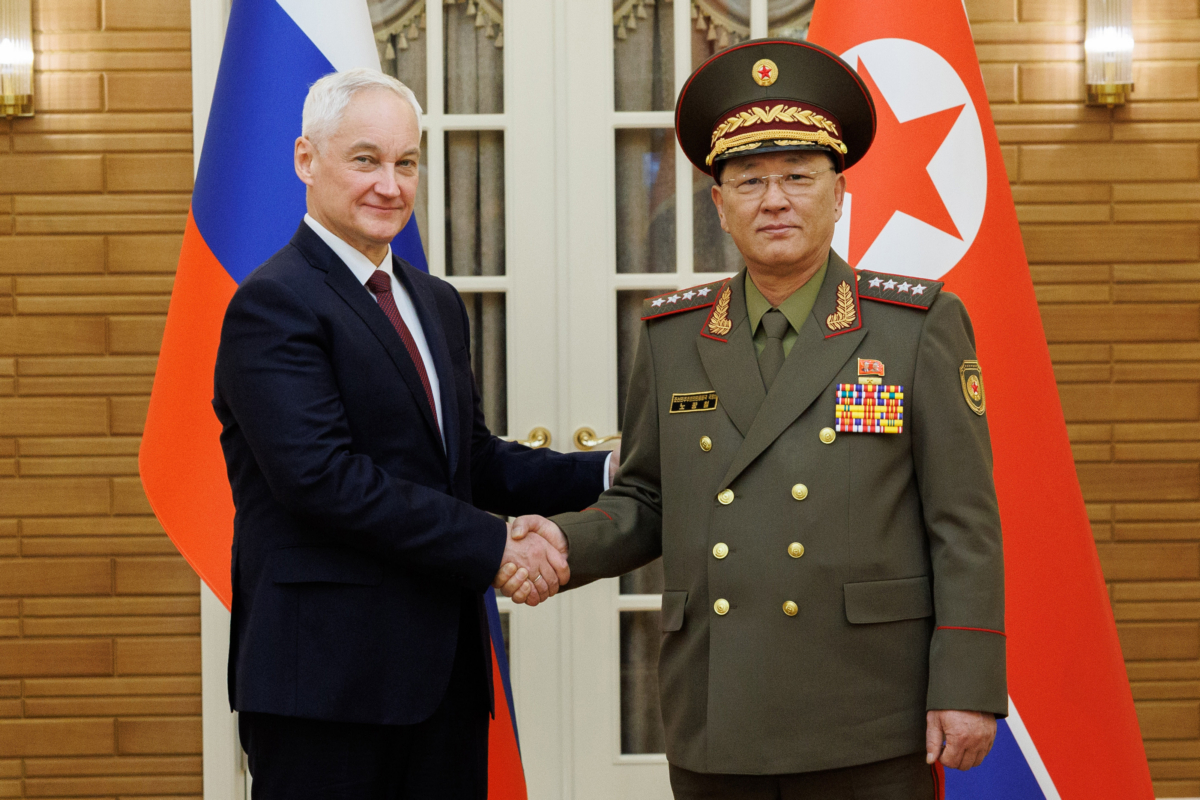
Bộ trưởng Andrei Belousov và tướng No Kwang-chol

Trong cuộc chiến tranh Nga-Ukraina, Bắc Triều Tiên đã hỗ trợ Nga bằng đạn pháo, ban đầu sử dụng đạn pháo loại cũ. Những đợt giao hàng này có thể giải thích tỷ lệ thất bại cao lên tới 50% khi sử dụng loại đạn này được Ukraina ghi nhận. Theo Hàn Quốc và truyền thông phương Tây thì Triều Tiên đã và đang cung cấp số lượng lớn vũ khí thông thường cho Nga, đặc biệt là đạn pháo và tên lửa đạn đạo. Các lô hàng này đã giúp Nga duy trì đà tấn công bất chấp việc kho vũ khí của Nga dần cạn kiệt. Tên lửa đạn đạo của Triều Tiên đã được Nga sử dụng để tấn công các thành phố của Ukraina. Hàn Quốc báo cáo cho rằng Triều Tiên đã vận hành các nhà máy sản xuất vũ khí hết công suất để đáp ứng nhu cầu của Nga, với ước tính có thể sản xuất tới hai triệu quả đạn pháo mỗi năm, đóng góp đáng kể vào sự chiến tranh của Nga. Vào giữa tháng 11 năm 2024, gần 50 hệ thống pháo tự hành Koksan M-1989 do Triều Tiên sản xuất và khoảng 20 hệ thống tên lửa tầm ngắn M-1991 đã được chuyển giao cho Nga để tăng cường lực lượng vũ trang Nga trong cuộc xung đột với Ukraina.
Vào tháng 10 năm 2024, NATO tuyên bố rằng họ có bằng chứng cho thấy binh lính Triều Tiên đã được gửi đến Nga . Theo các nguồn tin tình báo Mỹ và Hàn Quốc, Triều Tiên đã điều khoảng 10.000-12.000 quân, bao gồm cả lực lượng đặc công Triều Tiên gửi đến Nga trong đó đáng chú ý là lực lượng Quân đoàn Bão tố (Storm Corps). Những binh sĩ này được cho là đã tham gia huấn luyện tại các khu vực phía đông Nga và sau đó được triển khai đến vùng Kursk của Nga để hỗ trợ đẩy lùi lực lượng Ukraina đang chiếm đóng vùng Kursk của Nga. Các báo cáo tình báo từ Mỹ và Hàn Quốc cho biết Triều Tiên bắt đầu gửi quân đến Nga vào cuối năm 2024, với số lượng ước tính ban đầu là khoảng 10.000-12.000 quân, theo đó Triều Tiên được cho là đã quyết định gửi khoảng 12.000 quân, bao gồm cả lực lượng đặc nhiệm, để hỗ trợ Nga trong cuộc xung đột ở Ukraina, trong đó có khoảng 500 sĩ quan và ba vị tướng. Tuy nhiên, cũng có những con số khác được nêu ra và việc luân chuyển quân lính có thể vẫn đang diễn ra. Những người lính này ban đầu được tàu Nga chở đến Vladivostok, nơi họ nhận được quân phục Nga và giấy tờ tùy thân giả để che giấu danh tính, gốc gác thực sự của mình. 
Đối với Triều Tiên thì sự tham gia này được cho là nhằm mục đích nâng cấp năng lực quân sự của Triều Tiên khi họ chưa từng có trải nghiệm thực chiến đã hơn 70 năm kể từ khi kết thúc chiến tranh Triều Tiên năm 1953. Đổi lại việc cung cấp quân lính và vũ khí, Triều Tiên có thể nhận được hỗ trợ kinh tế và công nghệ quân sự tiên tiến từ Nga, đặc biệt là trong các lĩnh vực phòng không, tàu ngầm và tên lửa. Cuộc chiến ở Ukraine cũng là một "sân tập" giá trị cho vũ khí và chiến thuật của Triều Tiên. Sự hỗ trợ từ Triều Tiên giúp Nga giải quyết tình trạng thiếu hụt đạn dược và nhân lực, đặc biệt khi Nga không muốn ra lệnh tổng động viên mới. Việc có thêm lính Triều Tiên giúp Nga bổ sung nhân lực cho chiến tuyến, đặc biệt là khi Nga muốn tránh một đợt tổng động viên quy mô lớn trong nước. Sự hợp tác quân sự giữa Nga và Triều Tiên đã bị cộng đồng quốc tế, đặc biệt là Mỹ và Hàn Quốc, lên án mạnh mẽ, cho rằng đây là sự vi phạm rõ ràng luật pháp quốc tế và các nghị quyết của Hội đồng Bảo an Liên Hợp Quốc. Mỹ và Hàn Quốc đã cảnh báo về những hậu quả thảm khốc đối với Triều Tiên nếu nước này tiếp tục tham gia vào cuộc chiến. Theo NATO thì sự xuất hiện của quân đội Triều Tiên trên chiến trường Ukraine đánh dấu một sự leo thang nguy hiểm trong cuộc xung đột, tiềm ẩn những hệ lụy khó lường đối với an ninh toàn cầu.

## Tổn thất
Cả Nga và Bình Nhưỡng đều ca ngợi "tinh thần bền bỉ và anh hùng" của các binh sĩ Triều Tiên trong các trận chiến. Các nguồn tin Ukraina nói với tờ The Independent rằng các binh sĩ Triều Tiên chiến đấu cho Nga tại Kursk là những quân nhân được huấn luyện kỹ càng và quyết không đầu hàng đối phương, những người lính Triều Tiên đó được cho là kiên quyết chiến đấu đến cùng, với thái độ thà chết chứ không chịu để đối phương bắt được. Bản thân binh sĩ Ukraina thừa nhận lính Triều Tiên có tinh thần quyết tử và chiến thuật lợi hại. Binh sĩ Triều Tiên còn nổi tiếng về chiến thuật táo bạo, khi họ vượt qua địa hình trống trải để tấn công trực diện vào phòng tuyến Ukraina. Mỗi lần tấn công, lực lượng Triều Tiên có thể sử dụng tới khoảng 600-700 quân. Dù ban đầu bị đánh giá là thiếu kinh nghiệm chiến trường, lực lượng Triều Tiên đã thích nghi nhanh chóng, điều được cho là sẽ mang những hàm ý sâu rộng, không chỉ với cuộc xung đột hiện nay. Tuy nhiên, cũng có những báo cáo cho rằng lính Triều Tiên trên chiến trường tỏ ra non nớt, thiếu kinh nghiệm chiến đấu và dễ bị tổn thương trước các cuộc tấn công bằng máy bay không người lái và pháo binh của Ukraina, với một số ước tính cho thấy hàng trăm binh sĩ đã thiệt mạng hoặc bị thương. Hội đồng Tham mưu trưởng liên quân Hàn Quốc ước tính hơn 1.000 binh lính Triều Tiên thiệt mạng hoặc bị thương trong cuộc chiến giữa Nga và Ukraina. 
Ước tính mới được đưa ra sau khi cơ quan tình báo Hàn Quốc tuần trước cho rằng ít nhất 100 binh lính Triều Tiên tử trận kể từ khi tham chiến cùng lực lượng Nga trong tháng 12 năm 2024. Lính Triều Tiên thiện chiến nhưng sự thiếu gắn kết do rào cản ngôn ngữ với quân Nga đã góp phần khiến lực lượng này chịu thương vong cao, khả năng khoảng 50% binh sĩ Triều Tiên được triển khai đến Nga đã bị thương hoặc thiệt mạng trên chiến trường, rất khó để biết chính xác thực tế, nhưng với báo cáo đã có khoảng 1.000 lính Triều Tiên thiệt mạng, đây là số lượng thương vong khá kinh ngạc cho một đội quân khoảng 11.000 hay 12.000 người. Sự gắn kết giữa các lực lượng Triều Tiên và Nga, bao gồm cả việc chỉ huy và kiểm soát, rõ ràng là rất kém. Tuyên bố quân đội Triều Tiên đã phải hứng chịu "thiệt hại không thể khắc phục" từ các cuộc tấn công của Ukraine, DIU cho biết rào cản ngôn ngữ là một vấn đề đối với các đơn vị kết hợp của Moscow và Bình Nhưỡng trong việc tiến hành các hoạt động phối hợp. Nhà lập pháp Hàn Quốc Lee Seong Kweun dẫn nguồn NIS cho biết số binh lính Triều Tiên thương vong ở Ukraine có thể đã vượt quá 3.000 người, bao gồm khoảng 300 người chết và 2.700 người bị thương. Nghị sĩ Lee Seong Kweun sau đó còn cho biết thương vong của binh lính Triều Tiên ước tính vào khoảng 4.700 người, trong đó có khoảng 600 lính thiệt mạng. Lầu Năm Góc cho biết có dấu hiệu cho thấy binh lính Triều Tiên đã thiệt mạng và bị thương khi tham gia chiến đấu cùng lực lượng Nga. Cơ quan Tình báo Quốc phòng Ukraine ước tính khoảng 200 binh lính Nga và Triều Tiên đã thiệt mạng khi chiến đấu trong các đơn vị phối hợp chống lại lực lượng Ukraina.